# Pseudonaja aspidorhyncha
Pseudonaja aspidorhyncha là một loài rắn trong họ Rắn hổ. Loài này được Mccoy mô tả khoa học đầu tiên năm 1879.